# Roberto Guerrero
Roberto José Guerrero Isaza (Medellín, 16 november 1958) is een voormalig Formule 1-coureur uit Colombia. Hij maakte zijn debuut op 23 januari 1982 en reed in totaal tussen 1982 en 1983 29 Grands Prix voor de teams Ensign en Theodore Racing.
Na twee seizoenen zonder prijzen en punten stopte Guerrero in 1983 in de Formule 1 om te gaan rijden in de Champ Car in de Verenigde Staten. Hoewel hij een hoopvolle start maakte kon hij zijn belofte nooit helemaal waar maken. Zijn enige twee overwinningen in de Champ Car behaalde hij in 1987.
Guerrero heeft ook meerdere malen meegedaan aan de Indianapolis 500. Van 1984 tot en met 1999 heeft hij aan alle edities meegedaan, met tweemaal een tweede plaats als beste resultaat. Daarnaast eindigde hij nog driemaal in de top tien en had hij enkele jaren het snelheidsrecord in handen.
- Library of Congress Control Number: no2019046947
- Virtual International Authority File: 3308155566458513380002